# Rollcage Stage II
Rollcage Stage II – kontynuacja gry samochodowej Rollcage na konsolę PlayStation i na PC. Wydana została w 2000 roku przez Take-Two Interactive. Producentem był Psygnosis, a dystrybutorem polskim Play It. Gra posiada tryb gry jednoosobowej oraz wieloosobowej. W części drugiej jak i w poprzedniej możemy osiągać niewyobrażalne prędkości i wykonywać różnego rodzaju sztuczki i akrobacje. 
Do przemieszczania się po trasach służą specjalne pojazdy w trzech kolorach, w których po przewróceniu na dach samochodu będzie on jechał dalej. Każde mistrzostwa składają się z trzech lig. Biorąc udział w mistrzostwach możemy wybrać, czy chcemy się ścigać, czy niszczyć.
Trzeba zdobyć jak najlepsze miejsce lub atakować przeciwników broniami różnego rodzaju. W innych opcjach dla jednego gracza możemy potrenować, niszczyć otoczenie, osiągnąć jak najlepszy wynik w minitrasach, odbyć zwykły wyścig w wybranej przez nas trasie i samochodzie, osiągnąć najlepszy czas jednego okrążenia lub przejechać wszystkie trasy po kolei, gdzie liczyć się będzie czas wszystkich przejechanych wyścigów.